# 인생대사
《인생대사》(중국어: 人生大事, 영어: Lighting Up The Stars)은 2022년에 개봉한 중국의 드라마 영화이다. 유강강이 감독을 맡았다. 중국에서는 2022년 6월 24일에 개봉되었다.

## 출연진

### 주연
- 주이룽 - 모산메이 역
- 양은우 - 우샤오원 역

### 조연
- 왕과 - 왕젠런 역
- 유륙 -  인백수 역
- 나경민 - 늙은 모 역